# André Alavoine
André Alavoine (Parigi, 15 febbraio 1843 – Palaiseau, 2 aprile 1909) è stato un attivista francese.
Seguace di Blanqui, fu un sostenitore della Comune di Parigi.

## Biografia

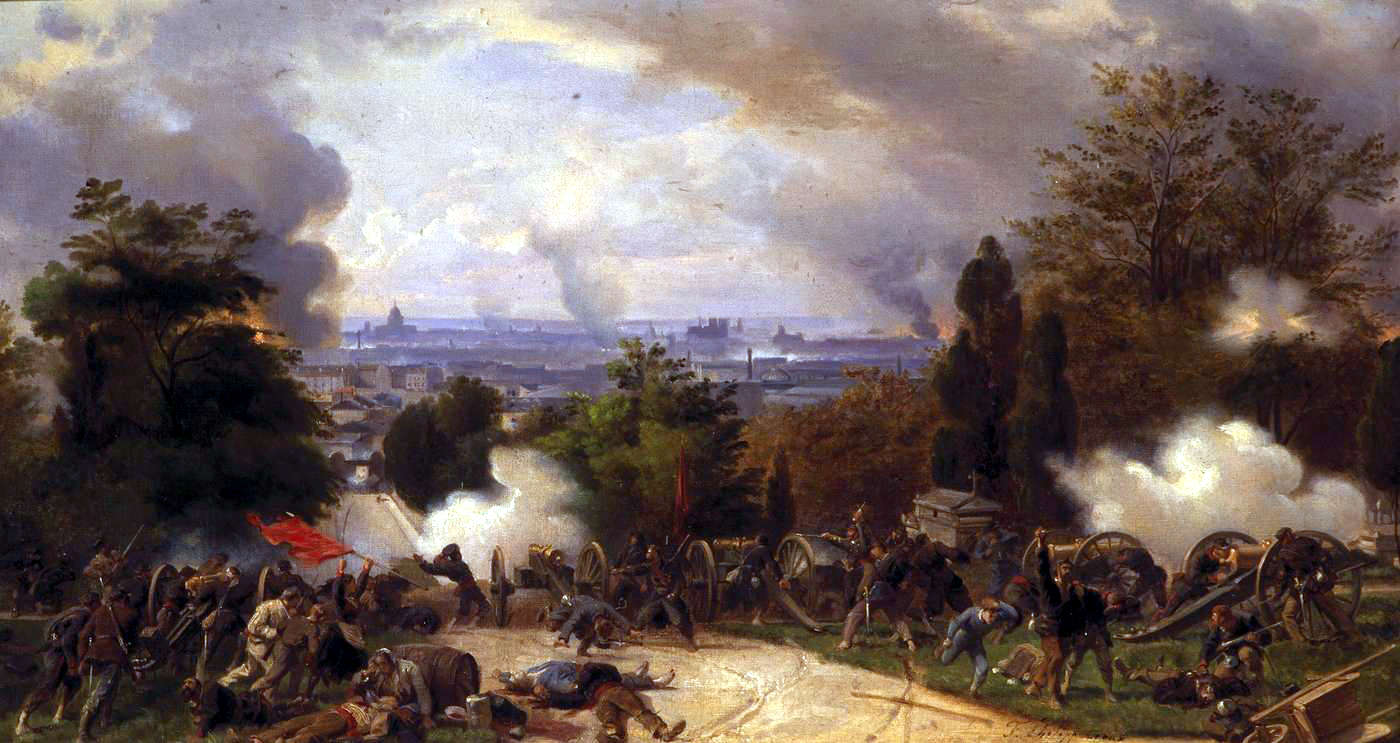
L'ultimo combattimento al Père-Lachaise

Figlio di un impiegato dell'Imprimerie nationale, la tipografia dello Stato francese, André Alavoine fu un tipografo e si legò ai circoli blanquisti. Nel 1870, durante l'assedio di Parigi, militò nel 95º battaglione della Guardia nazionale. Fece parte del Comitato centrale della Guardia e ne elaborò lo statuto.
Durante la Comune fu nominato vice-direttore dell'Imprimerie, dove si stampavano il Journal Officiel de la République Française, i documenti e i manifesti del Consiglio della Comune, ed era sede dell'Archivio nazionale, che egli salvò dal saccheggio e dall'incendio. Si oppose alla fucilazione degli ostaggi di rue Haxo e combatté sulle barricate durante la "Settimana di sangue", fino all'estrema battaglia nel cimitero di Père-Lachaise.
Sfuggì alla repressione rifugiandosi in Svizzera, mentre la corte marziale lo condannava alla deportazione nella Nuova Caledonia. A Ginevra aderì all'Internazionale anarchica, fondò il periodico Le Radical, collaborò a La Révolte e fu il presidente de La Solidarité, la società dei rifugiati della Comune. Amnistiato nel novembre del 1879, nel 1880 pubblicò l'opuscolo collettivo Les proscrits français et leurs condamnations.